# パラナ連邦大学

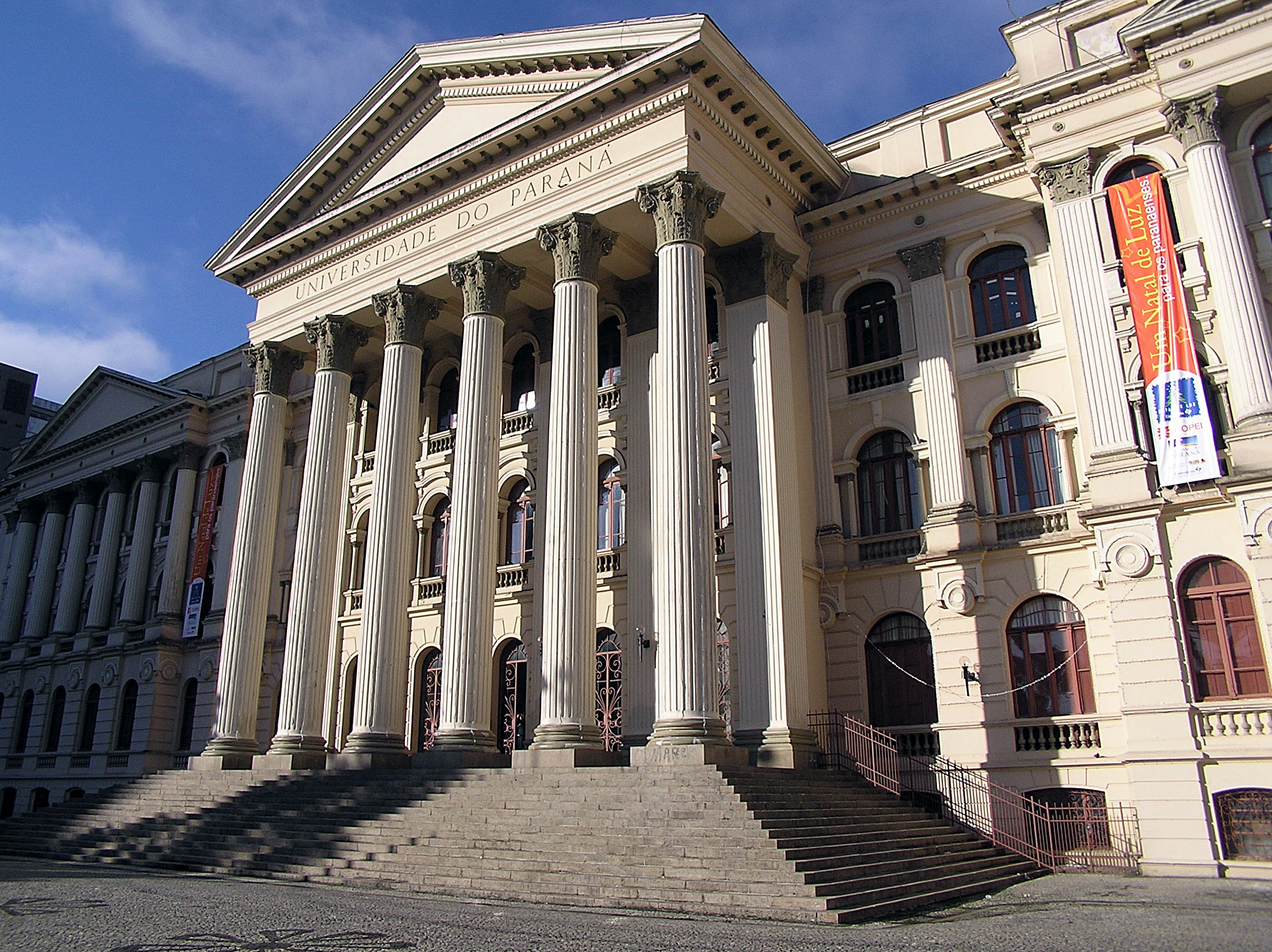
サントス・アンドレード広場（パラナ連邦大学）。

パラナ連邦大学（ポルトガル語:Universidade Federal do Paraná,略称 UFPR,en:The Federal University of Paraná）は、1912年に設立されたパラナ州に置かれているブラジル連邦立大学の１つである。

## 学部

### 専攻プログラム
- 法律
- ビジネス
- 会計学
- 統計学
- 経済学
- 社会学
- 観光学
- 体育
- 教育学
- 心理学
- 保育・託児
- 哲学
- 手相術
- コミュニケーション（報道・広告・広報・公共関連）
- デザイン
- 絵画・彫刻（視覚芸術）
- 音楽学
- 地理学（測量）
- 地質学
- 歴史学（史学）
- 言語・文学
- 海洋学
- バイオ
- 農薬工学
- 都市建築
- 環境工学
- 地理工学
- 物理学
- 土木工学
- 生産工学
- 生物工学
- 電気工学（電力・通信）
- 林業工学
- 材木産業工学
- 機械工学
- 化学工学
- 化学
- コンピュータサイエンス
- 情報管理
- 技術情報システム
- 数学
- 産業数学
- 薬学
- 医学
- 歯学
- 獣医学
- 栄養学
- 作業療法
- 畜産学

## 大学院

### 修士課程
- 農業経済学
- 林業工学
- 獣医科学
- 土壌学
- 生物科学（細菌学･寄生虫学･総合病理学)
- 昆虫学細胞生物学
- 生態・維持学
- 体育学
- 薬理学
- 生化学
- 遺伝学
- 動物学
- 植物学
- 子供・未成年健康学
- 薬学
- 手術学
- 内科・健康科学
- 保育学
- 測地学
- 地質学
- 地理学
- 海洋学
- 環境開発
- 応用数学
- 情報システム
- 化学
- 物理学
- 教育学
- 人類学
- 社会学
- 歴史学
- 哲学
- 言語・文学
- デザイン学
- 音楽学
- 経営管理学
- 産業数学
- 法律学
- 会計学
- 循環資源工学
- 生物工学
- 食品工学
- 電気工学
- 土木工学
- 機械工学
- Inter-disciplinary Themes on Engineering

### 博士課程
- 経営管理学
- 法律学
- 教育学
- 社会学
- 歴史学（史学）
- 言語・文学
- 地理学
- 地質学
- 地理学
- 環境開発
- 昆虫学
- 細胞生物学
- 薬理学
- 生化学
- 遺伝学
- 動物学
- 子供・未成年健康学
- 外科学
- 内科・健康科学
- 生産農学
- 森林工学
- 機械工学
- 化学
- 物理学
- 環境開発
- 産業数工学
- バイオ
- 食品工学
- Inter-disciplinary Themes on Engineering

## 著名な卒業生
- ジャイメ・レルネル - 政治家、都市計画家、建築家